# Hr.Ms. Naaldwijk (1955)
De Hr.Ms. Naaldwijk is een Nederlandse voormalige mijnenveger uit de Dokkumklasse. De Naaldwijk was operationeel bij de Mijnendienst van de Koninklijke Marine tussen 1955 en 1994.

## Geschiedenis
De Naaldwijk is gebouwd bij scheepsbouwwerf De Noord te Alblasserdam (bouwnummer 638) in het kader van MDAP (Mutual Defence Assistence Program of Mutual Defense Aid Program) onder Amerikaans nummer USN MSC 175.
Van dit scheepstype zijn er totaal 32 gebouwd op diverse Nederlandse scheepswerven. De eerste 18, waaronder de Naaldwijk, zijn gefinancierd door de Amerikaanse Off shore procedure (MDAP). De overige 14 zijn door Nederland betaald uit het tegenwaardefonds van de Marshallhulp.
Het eerste schip en tevens de naamgever van deze Western Union klasse is de Hr. Ms. Dokkum. De Dokkumklasse is gebouwd naar Engels voorbeeld (Ton-klasse) met Nederlandse aanpassingen aan het ontwerp.

## Bouwwijze
De (ex-)Hr.Ms. Naaldwijk is gebouwd van hout, over aluminium spanten. Dit is gedaan om het schip a-magnetisch te maken. Ook zijn in het schip zoveel mogelijk a-magnetische materialen verwerkt.
Op het aluminium skelet, dat hoofdzakelijk is geklonken, is een dubbele huid aangebracht met een tussenlaag van in Aspro gedrenkt linnen. De buitenhuid is teak, de binnenhuid van mahonie en de dekken zijn van redwood of teak en het achterdek van Peroba de Campos. Het dekhuis is van aluminium met oorspronkelijk een open brug, welke in de jaren zeventig vervangen is door een dichte brug.

## Historisch overzicht Koninklijke Marine
- 1955 - Op 5 november wordt de Naaldwijk overgedragen door de VS aan de Koninklijke Marine. Op 8 december wordt de Naaldwijk op scheepswerf De Noord te Alblasserdam in dienst gesteld.
- 1956 - Op 1 juni van dat jaar wordt de Naaldwijk buitendienst gesteld.
- 1961 - Op 13 juli van dat jaar wordt de Naaldwijk ingedeeld bij het squadron Mijnenvegers. Er volgen vaar- en veegoefeningen in de Nederlandse wateren en neemt de Naaldwijk deel aan de oefening "Clean Sweep". Aan deze operatie namen de volgende schepen deel: Hr. Ms. Drachten, Hr. Ms. Giethoorn, Hr. Ms. Hoogeveen, Hr. Ms. Naaldwijk, Hr. Ms. Ommen, Hr. Ms. Venlo, Hr. Ms. Aalsmeer, Hr. Ms. Axel en Hr. Ms. Meppel.
- 1962 - De Naaldwijk neemt deel aan een zomer oefenreis, bezoekt Oostende en in oktober Haarlem.
- 1963 - In dit jaar worden veeg- en vaaroefeningen gehouden op de Noordzee en de Zeeuwse wateren. Ook neemt de Naaldwijk deel aan de BENELUX-vlootdagen en bezoekt opnieuw Oostende.
- 1964 - De Naaldwijk neemt naast haar gewone werk deel aan het bezoek van de naamgemeente Naaldwijk, in Hoek van Holland. Samen met de Hr. Ms. Drunen neemt zij deel aan een bezoek aan Axel in het kader van het vierde lustrum van de bevrijding van Oost-Zeeuws-Vlaanderen en Axel.
- 1965 - De Naaldwijk wordt ingedeeld bij Mbron 128 vanuit Vlissingen. Op 26 maart werd de Naaldwijk uit de dienst gesteld.
- 1976 - Op 3 januari slaat in de binnenhaven van Vlissingen een veerboot van de Olau Line los en beschadigt de Naaldwijk. Deze schade wordt hersteld op de scheepswerf Welgelegen in Harlingen. Na de reparatie vertrekt de Naaldwijk naar Den Helder.
- 1977 - Op de Rijkswerf in Den Helder ondergaat de Naaldwijk een modernisering genaamd "FRAM". Hierbij wordt de open brug voorzien van een gesloten stuurhuis, in de longroom, de gouden Bal en het cafetaria wordt betimmering aangebracht. Op 4 november komt de Naaldwijk weer in dienst bij het Mijnen bestrijding-squadron 11. Opwerken.
- 1978 - De Naaldwijk wordt ingedeeld bij Mbron van 11 tot 17 juli, daarna SNFC. Opwerken en zomerreis. Oefent in SNFC-verband onder meer bij de Shetlands in slecht weer.
- 1979 - Er volgt een oefening op de Noordzee in Mbron verband. De geplande oefening op de Oostzee wordt afgeblazen in verband met ijsgang. De rest van het jaar volgt onderhoud en oefening in squadronverband.
- 1980 - In de periode van 18 tot en met 21 november zijn er diverse oefeningen op de Noordzee, Oostzee, Het Kanaal en de Noorse wateren.
- 1982 - In dit jaar doet de Naaldwijk mee aan de oefeningen Blue Harrier en Norminex. De Naaldwijk krijgt problemen met de voortstuwing en wordt uit Frankrijk door de Hr. Ms. Abcoude teruggesleept naar Nederland voor reparatie.
- 1984 - De Naaldwijk neemt deel aan een serie uitgebreide oefeningen van 7 april tot 15 december in een zeer uitgestrekt gebied rond de westkust van Frankrijk, rondom Groot-Brittannië en tot diep in de Oostzee.
- 1985 - De Naaldwijk wordt ingedeeld bij Mbron 32. Oefenend en opwerken vanuit Vlissingen. Er volgt een zomer oefenreis en in september wordt de Naaldwijk toegevoegd aan SNFC voor de oefening "Ocean Safari".
- 1986 - Op 5 september van dit jaar blijkt een ernstig defect aan een hoofdmotor. De bemanning neemt de Hr. Ms. Hoogeveen over en stelt de Naaldwijk op 26 september uit dienst.
- 1987 - Op 26 juni wordt de Naaldwijk wederom in dienst gesteld en brengt zij een bezoek aan Londen, Portsmouth en St. Hellier.
- 1988-1989 - In deze twee jaren neemt de Naaldwijk deel aan de oefeningen Norminex en teamwork, Flotex en Uniform Yowl en oefent in de Schotse wateren.
- 1990 - De Naaldwijk neemt deel aan een voorjaarsreis en wordt op 23 maart uit dienst gesteld. De bemanning gaat over naar de Hr. Ms. Abcoude. Bij proefvaarten blijkt de Naaldwijk technisch nog niet in orde. Op 23 april neemt de Naaldwijk deel aan de Adelborstenkruisreis. Op 14 september wederom uit dienst gesteld.
- 1991 - De Naaldwijk wordt op de werf Vlaardingen Oost gemoderniseerd in het kader van langer in de vaart houden dan was gepland. De Naaldwijk krijgt het LVO wat staat voor "levensverlengend onderhoud".
- 1992 - Van 20 januari tot 16 maart vindt het jaarlijkse onderhoud plaats. Neemt deel aan de oefening Blue Harrier en Adelborstenkruisreis van 1 juni tot 9 juli. Vervolgens Vipol, mijnenveegtraining bij MOST. Van 19 oktober tot 30 november bij GNM voor renovatie van de slaapverblijven en de kombuis.
- 1993 - De Admiraliteits Raad besluit twee mijnenvegers te verkopen aan Peru: de Hr. Ms. Abcoude en de Naaldwijk. Voor de Naaldwijk is dit niet gelukt.
- 1994 - Op 23 januari wordt de Naaldwijk voor de laatste maal uit dienst gesteld. Het schip wordt opgelegd te Den Helder.
- 1996 - Per 13 december wordt de Naaldwijk uit de operationele status in de B-status geplaatst.
- 2000 - De Naaldwijk wordt in Den Helder door de Koninklijke Marine overgedragen (geschonken) aan Stichting beheer Naaldwijk-Prins Willem Zeeverkenners en met behulp van Iskes Tugs naar IJmuiden gesleept. Na twee weken opwerken gaat de Naaldwijk op eigen kiel naar Haarlem. In Haarlem ontstaat tijdens het afmeren grote inwendige schade aan de hoofdmotoren waardoor een complete revisie noodzakelijk is.
- 2016 - De Naaldwijk doet mee aan de opnames van de film "Dunkirk" van Christopher Nolan, en keert daarmee nog een keer terug in haar rol als marineschip. Met de code J22 moet zij de Britse mijnenveger HMS Britomart voorstellen.

## Huidig gebruik

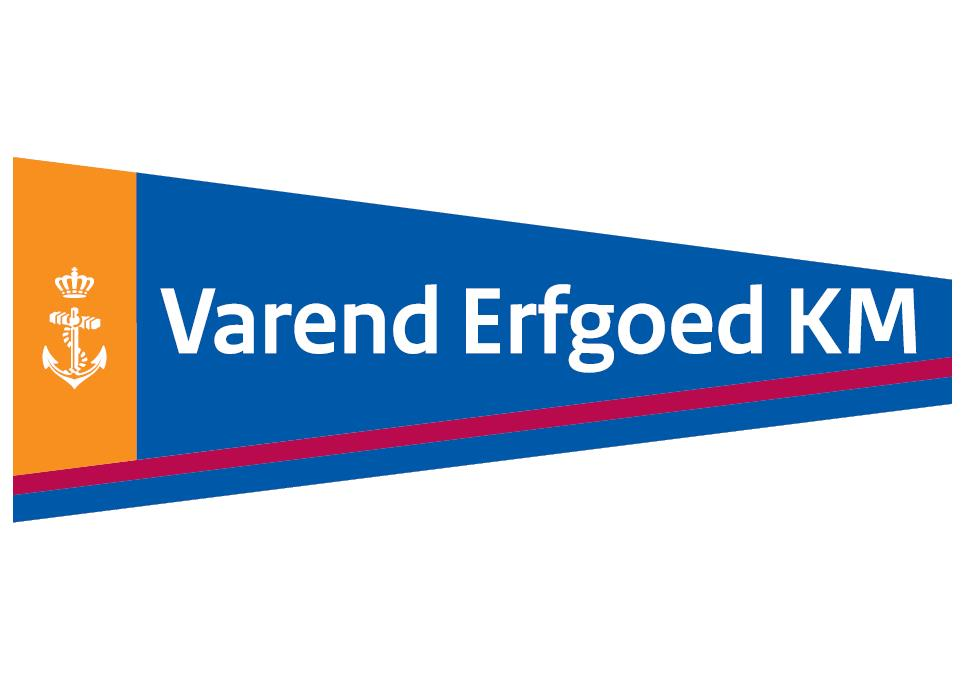
Wimpel Varend Erfgoed Koninklijke Marine

Sinds 2000 ligt de (ex-)Hr.Ms. Naaldwijk in het Spaarne in Haarlem en wordt door de Prins Willem Zeeverkenners gebruikt als wachtschip.
In 2001 werd de voormalige mijnenveger door de commandant van de Mijnendienst officieel in gebruik gesteld bij de Stichting beheer Naaldwijk - Prins Willem Zeeverkenners. Het oorspronkelijke pennantnummer M809 werd in dat jaar gewijzigd in PW809. Tevens schonk de gemeente Naaldwijk de originele scheepsbel aan de stichting. In 2004 is de complete motorrevisie afgerond en kon de Naaldwijk wederom op eigen kiel varen. De Naaldwijk is in 2006 in het Nationaal Register Varende Monumenten van de Federatie Oud Nederlandse Vaartuigen opgenomen als varend monument. In 2006 is tevens de Stichting Vrienden van de Naaldwijk opgericht om donateurs en sponsors te werven waarmee de Naaldwijk in de vaart gehouden wordt. Sinds 2015 maakt de Naaldwijk onderdeel uit van het Platform Varend Erfgoed Koninklijke Marine en mag de daarbij behorende oranje-blauwe wimpel in de mast voeren. De (ex-)Hr.Ms. Naaldwijk is inmiddels geheel gerestaureerd door vrijwilligers, zeewaardig en wordt regelmatig ingezet voor evenementen van de Koninklijke Marine en havenfestivals.